# Louvres
Louvres – miejscowość i gmina we Francji, w regionie Île-de-France, w departamencie Dolina Oise.
Według danych na rok 1990 gminę zamieszkiwało 7508 osób, a gęstość zaludnienia wynosiła 663 osób/km² (wśród 1287 gmin regionu Île-de-France Louvres plasuje się na 272. miejscu pod względem liczby ludności, natomiast pod względem powierzchni na miejscu 311.).

## Współpraca
Bad Sobernheim